# Самарцево
Сама́рцево (рос. Самарцево, башк. Самарцев) — присілок у складі Куюргазинського району Башкортостану, Росія. Входить до складу Отрадинської сільської ради.
Населення — 1 особа (2010; 5 в 2002).
Національний склад:
- росіяни — 100%